# Myrcenol
Myrcenol ist eine farblose Flüssigkeit mit frischem, zitrusartigen Geruch und der Summenformel C10H18O. Es handelt sich um einen tertiären, einwertigen, ungesättigten Monoterpen-Alkohol mit einer Dichte von 0,85 g·cm−3. Der Flammpunkt liegt bei 89 °C. Mit Acrolein reagiert Myrcenol an lewis-sauren Katalysatoren zu Lyral.

## Vorkommen

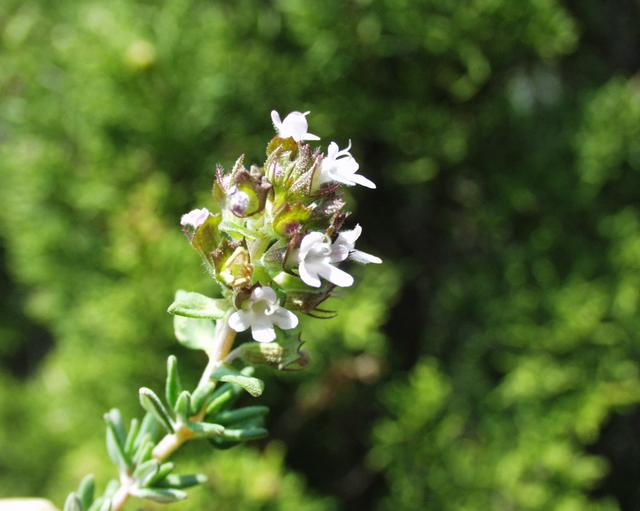
Thymian (Thymus vulgaris)

Myrcenol ist ein Naturstoff und Bestandteil von Thymianöl.
Er wurde auch in den Blattölen von Barosma venustu und im Öl des Hopfens nachgewiesen.

## Gewinnung und Darstellung
Myrcenol kann durch Zugabe von Chlorwasserstoff zu Myrcen, gefolgt von Hydrolyse unter milden Bedingungen, dargestellt werden.